# Luis Espinosa, Jiquipilas
Luis Espinosa är en ort i Mexiko.   Den ligger i kommunen Jiquipilas och delstaten Chiapas, i den sydöstra delen av landet, 700 km sydost om huvudstaden Mexico City. Luis Espinosa ligger 651 meter över havet och antalet invånare är 525.
Terrängen runt Luis Espinosa är kuperad. Runt Luis Espinosa är det ganska glesbefolkat, med 47 invånare per kvadratkilometer. I omgivningarna runt Luis Espinosa växer huvudsakligen savannskog.